# Луиньяк
Луинья́к (фр. Louignac, окс. Lonhac) — коммуна во Франции, находится в регионе Лимузен. Департамент — Коррез. Входит в состав кантона Эйан. Округ коммуны — Брив-ла-Гайард.
Код INSEE коммуны — 19120.
Коммуна расположена приблизительно в 420 км к югу от Парижа, в 70 км южнее Лиможа, в 39 км к западу от Тюля.

## Население
Население коммуны на 2008 год составляло 228 человек.
| 1962 | 1968 | 1975 | 1982 | 1990 | 1999 | 2008 |
| ---- | ---- | ---- | ---- | ---- | ---- | ---- |
| 293  | 266  | 246  | 208  | 194  | 186  | 228  |

## Экономика

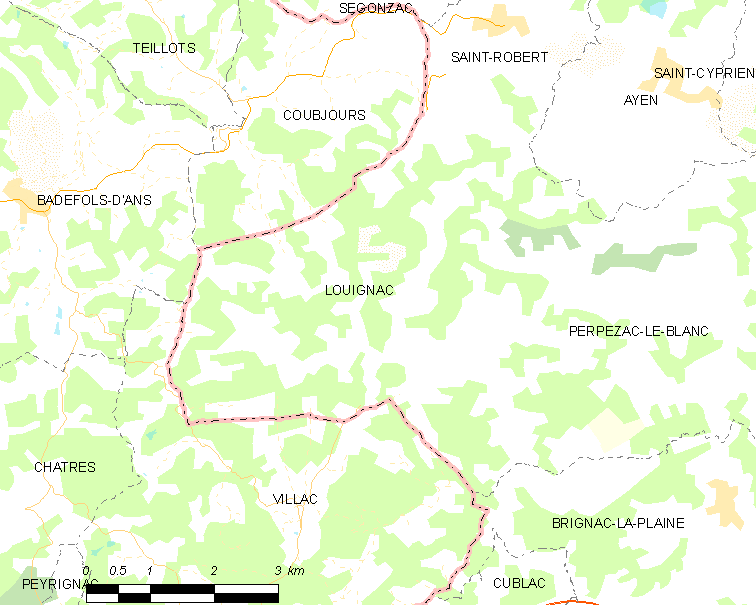
Карта коммуны

В 2007 году среди 132 человек в трудоспособном возрасте (15-64 лет) 101 были экономически активными, 31 — неактивными (показатель активности — 76,5 %, в 1999 году было 73,1 %). Из 101 активных работали 95 человек (53 мужчины и 42 женщины), безработных было 6 (2 мужчин и 4 женщины). Среди 31 неактивных 7 человек были учениками или студентами, 10 — пенсионерами, 14 были неактивными по другим причинам.